# Opisthoxia cabima
Opisthoxia cabima är en fjärilsart som beskrevs av William Schaus 1923. Opisthoxia cabima ingår i släktet Opisthoxia och familjen mätare. Inga underarter finns listade i Catalogue of Life.